# Brasiliota
Brasiliota là một chi bọ cánh cứng trong họ Meloidae.
Chi này được Kaszab miêu tả khoa học năm 1959.

## Các loài
Chi này gồm các loài:
- Brasiliota herculeana (Germar, 1824)